# Großröhrsdorf
Großröhrsdorf är en stad ( Kleinstadt) i Landkreis Bautzen i förbundslandet Sachsen i Tyskland. Staden har cirka 10 000 invånare.

## Bilder

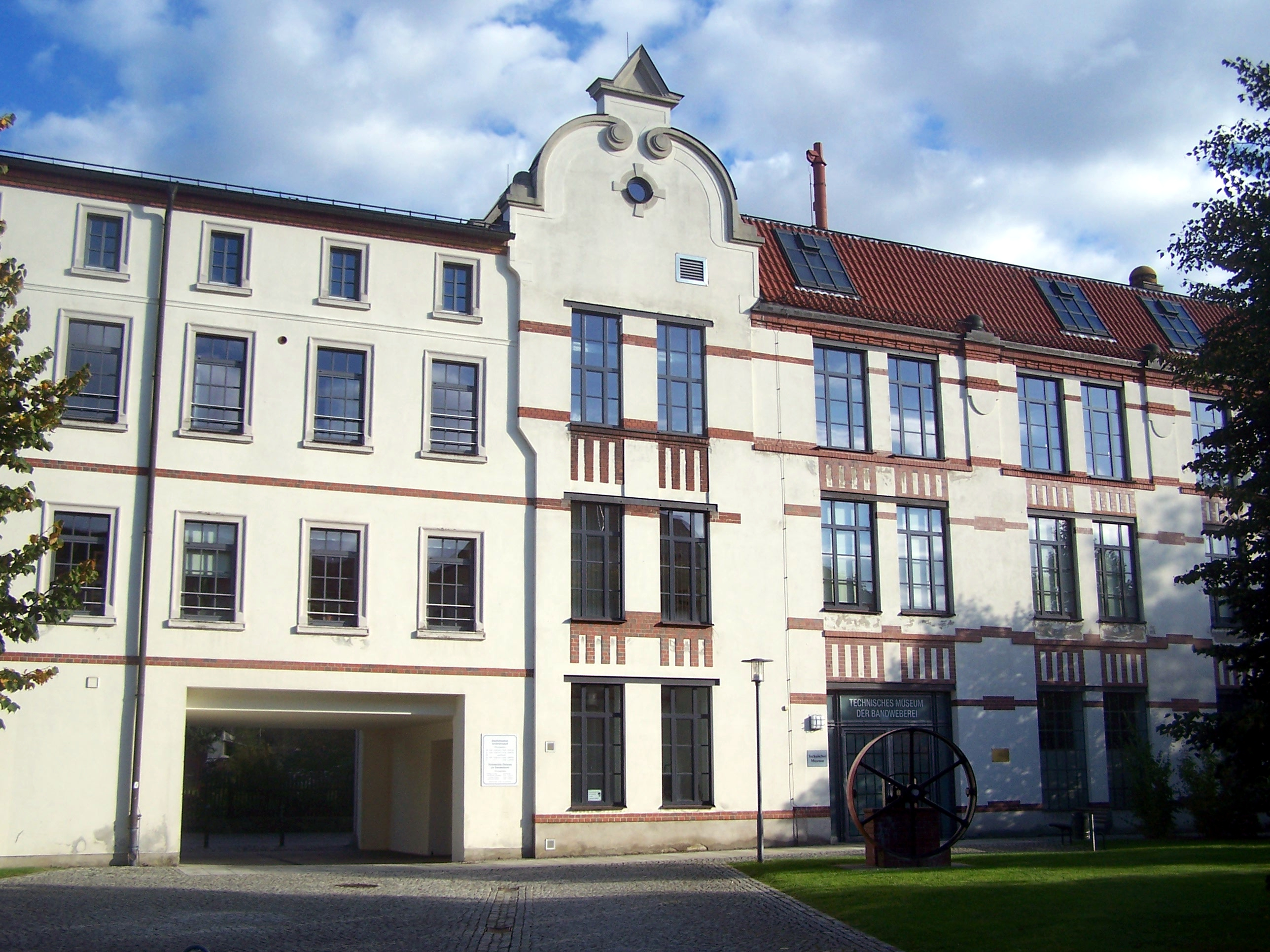
Tekniska museet för bandvävning
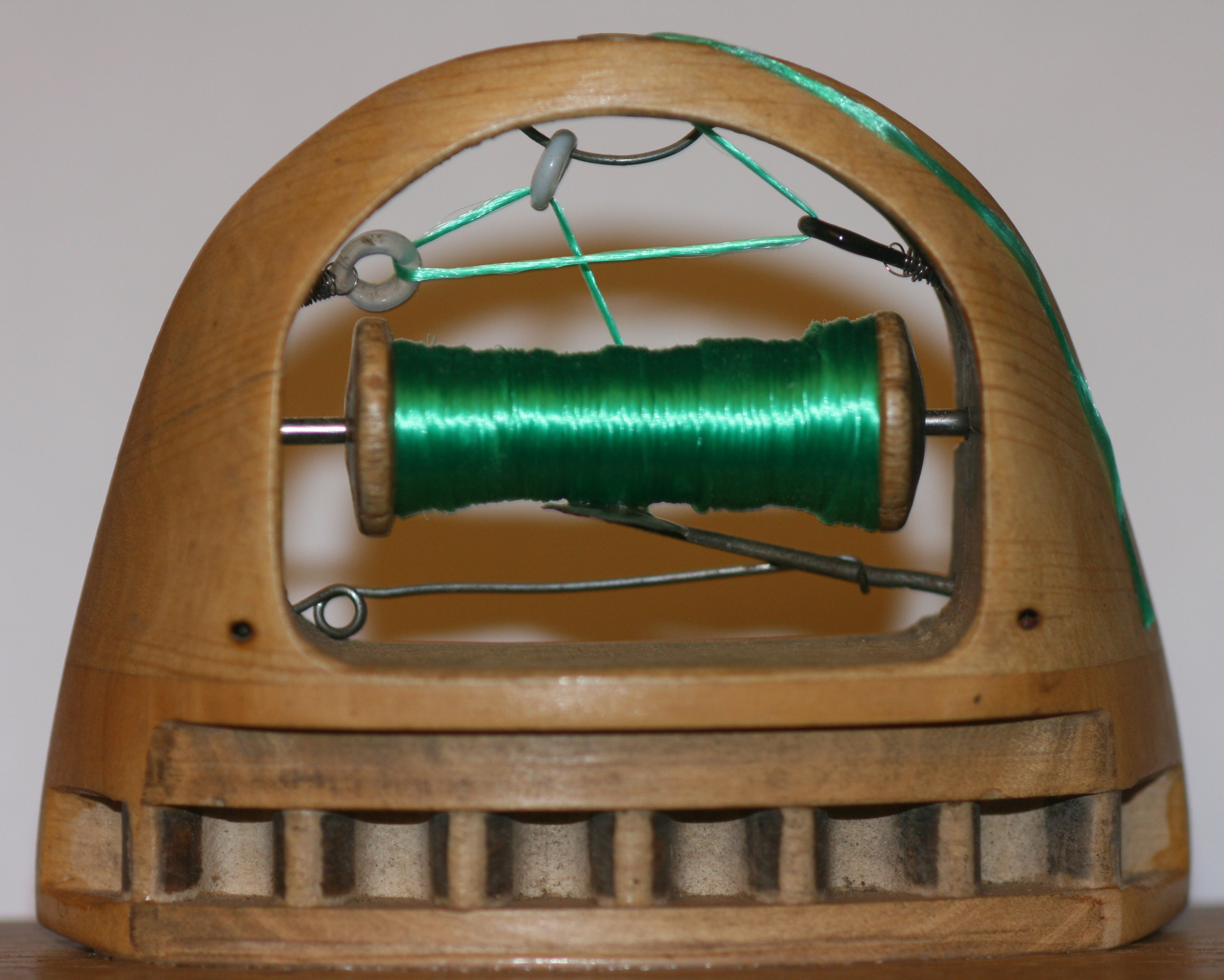
Skyttel